# 1998年長野オリンピックのアルペンスキー競技
1998年長野オリンピックのアルペンスキー競技（1998ねんながのオリンピックのアルペンスキーきょうぎ）は、長野県下高井郡山ノ内町の志賀高原東館山スキー場、同焼額山スキー場および長野県北安曇郡白馬村の白馬八方尾根スキー場で1998年2月10日から2月21日までの競技日程で実施された。

## 概要
アルペンスキー競技は、男女の滑降、スーパー大回転および複合を白馬八方尾根スキー場で、男女大回転を東館山スキー場、男女の回転を同じく焼額山スキー場で実施した。男女それぞれ5種目で争われたが、天候悪化による競技日程の変更が相次いだ。
当初、大会2日目の2月8日より男子滑降が最初に実施される予定であったが悪天候による視界不良のため順延、翌2月9日は降雪により順延となり、競技日程の大幅な見直しに迫られた。度重なる順延のため2月16日には、男子スーパー大回転、女子滑降、女子複合滑降の3レースが実施される強行スケジュールとなった。
| 種目名             | 実施日時             | 会場                 |
| ------------------ | -------------------- | -------------------- |
| 男子滑降           | 2月13日 午前11時     | 白馬八方尾根スキー場 |
| 男子スーパー大回転 | 2月16日 午前8時45分  | 白馬八方尾根スキー場 |
| 男子大回転         | 2月19日 午前11時15分 | 東館山スキー場       |
| 男子回転           | 2月21日 午前9時30分  | 焼額山スキー場       |
| 男子複合回転       | 2月10日 午前8時30分  | 白馬八方尾根スキー場 |
| 男子複合滑降       | 2月13日 午後2時45分  | 白馬八方尾根スキー場 |
| 女子滑降           | 2月16日 午前10時15分 | 白馬八方尾根スキー場 |
| 女子スーパー大回転 | 2月11日 午後1時      | 白馬八方尾根スキー場 |
| 女子大回転         | 2月20日 午前9時30分  | 東館山スキー場       |
| 女子回転           | 2月19日 午前9時30分  | 焼額山スキー場       |
| 女子複合滑降       | 2月16日 午後12時30分 | 白馬八方尾根スキー場 |
| 女子複合回転       | 2月17日 午前9時30分  | 白馬八方尾根スキー場 |

### コース概要[1]
- 白馬八方尾根スキー場
  - 男子滑降：標高差925m、全長3280m、平均斜度16.3度、最大斜度33.0度
  - 男子複合滑降：標高差840m、全長2923m、平均斜度16.7度、最大斜度33.0度
  - 男子スーパーG：標高差650m、全長2423m、平均斜度15.5度、最大斜度33.0度
  - 女子滑降：標高差781m、全長2653m、平均斜度17.2度、最大斜度27.3度
  - 女子複合滑降：標高差691m、全長2381m、平均斜度17.0度、最大斜度27.3度
  - 女子スーパーG：標高差587m、全長2080m、平均斜度16.6度、最大斜度27.3度
  - 男女複合回転：標高差165m、全長473m、平均斜度20.6度、最大斜度33.0度
- 東館山スキー場
  - 男子大回転：標高差439m、全長1487m、平均斜度17.3度、最大斜度30.9度
  - 女子大回転：標高差393m、全長1329m、平均斜度17.3度、最大斜度30.9度
- 焼額山スキー場
  - 男子回転：標高差220m、全長607m、平均斜度21.3度、最大斜度30.1度
  - 女子回転：標高差200m、全長530m、平均斜度22.2度、最大斜度30.1度

## 競技結果

### 男子
| 種目               | 金                                          | 金        | 銀                                                | 銀        | 銅                                            | 銅         |
| ------------------ | ------------------------------------------- | --------- | ------------------------------------------------- | --------- | --------------------------------------------- | ---------- |
| 男子滑降           | ジャン＝リュック・クレティエ フランス (FRA) | 1分50秒11 | ラッセ・チュース ノルウェー (NOR)                 | 1分50秒51 | ハンネス・トリンクル オーストリア (AUT)       | 1分50秒63  |
| 男子スーパー大回転 | ヘルマン・マイヤー オーストリア (AUT)       | 1分34秒82 | ディディエ・キュシュ スイス (SUI)                 | 1分35秒43 | 該当者なし                                    | 該当者なし |
| 男子スーパー大回転 | ヘルマン・マイヤー オーストリア (AUT)       | 1分34秒82 | ハンス・クナウス オーストリア (AUT)               | 1分35秒43 | 該当者なし                                    | 該当者なし |
| 男子大回転         | ヘルマン・マイヤー オーストリア (AUT)       | 2分38秒51 | シュテファン・エバーハーター オーストリア (AUT)   | 2分39秒36 | ミヒャエル・フォン・グリュニゲン スイス (SUI) | 2分39秒69  |
| 男子回転           | ハンス・ペテル・ブロース ノルウェー (NOR)   | 1分49秒31 | オーレ・クリスチャン・フルセット ノルウェー (NOR) | 1分50秒64 | トーマス・シコラ オーストリア (AUT)           | 1分50秒68  |
| 男子複合           | マリオ・ライター オーストリア (AUT)         | 3分08秒06 | ラッセ・チュース ノルウェー (NOR)                 | 3分08秒65 | クリスティアン・マイヤー オーストリア (AUT)   | 3分10秒11  |

### 女子
| 種目               | 金                                      | 金        | 銀                                                  | 銀        | 銅                                                  | 銅        |
| ------------------ | --------------------------------------- | --------- | --------------------------------------------------- | --------- | --------------------------------------------------- | --------- |
| 女子滑降           | カーチャ・ザイツィンガー ドイツ (GER)   | 1分28秒89 | ペニッラ・ヴィーベリ スウェーデン (SWE)             | 1分29秒18 | フロランス・マスナダ フランス (FRA)                 | 1分29秒37 |
| 女子スーパー大回転 | ピカボ・ストリート アメリカ合衆国 (USA) | 1分18秒02 | ミヒャエラ・ドルフマイスター オーストリア (AUT)     | 1分18秒03 | アレクサンドラ・マイスニッツァー オーストリア (AUT) | 1分18秒09 |
| 女子大回転         | デボラ・コンパニョーニ イタリア (ITA)   | 2分50秒59 | アレクサンドラ・マイスニッツァー オーストリア (AUT) | 2分52秒39 | カーチャ・ザイツィンガー ドイツ (GER)               | 2分52秒61 |
| 女子回転           | ヒルデ・ゲルク ドイツ (GER)             | 1分32秒40 | デボラ・コンパニョーニ イタリア (ITA)               | 1分32秒46 | ザリ・ステッガル オーストラリア (AUS)               | 1分32秒67 |
| 女子複合           | カーチャ・ザイツィンガー ドイツ (GER)   | 2分40秒74 | マルティナ・エルトゥル ドイツ (GER)                 | 2分40秒92 | ヒルデ・ゲルク ドイツ (GER)                         | 2分41秒50 |

## 各国メダル数
| 順 | 国・地域             | 金 | 銀 | 銅 | 計 |
| -- | -------------------- | -- | -- | -- | -- |
| 1  | オーストリア (AUT)   | 3  | 4  | 4  | 11 |
| 2  | ドイツ (GER)         | 3  | 1  | 2  | 6  |
| 3  | ノルウェー (NOR)     | 1  | 3  | 0  | 4  |
| 4  | イタリア (ITA)       | 1  | 1  | 0  | 2  |
| 5  | フランス (FRA)       | 1  | 0  | 1  | 2  |
| 6  | アメリカ合衆国 (USA) | 1  | 0  | 0  | 1  |
| 7  | スイス (SUI)         | 0  | 1  | 1  | 2  |
| 8  | スウェーデン (SWE)   | 0  | 1  | 0  | 1  |
| 9  | オーストラリア (AUS) | 0  | 0  | 1  | 1  |